# To je tvoje máma?
To je tvoje máma? (v anglickém originále Significant Mother) je americký televizní sitcom, jehož autory jsou Erin Cardillo a Richard Keith. Premiérově byl vysílán v roce 2015 na stanici The CW. Celkově bylo natočeno 9 dílů, po první řadě byl kvůli nízké sledovanosti zrušen.

## Příběh
Portlandský restauratér Nate Marlowe po návratu ze služební cesty zjistí, že jeho kamarád a spolubydlící Jimmy Barnes si začal s jeho matkou Lydií. Vzhledem k tomu, že Jimmy a Lydia neplánují svůj vztah ukončit, musí se s touto situací nějak vyrovnat.

## Obsazení
- Josh Zuckerman jako Nate Marlowe
- Nathaniel Buzolic jako Jimmy Barnes
- Krista Allen jako Lydia Marlowe

## Seznam dílů
| Č. v seriálu | Původní název             | Český název                | Režie                   | Scénář                                                      | Premiéra v USA | Premiéra v ČR     |
| ------------ | ------------------------- | -------------------------- | ----------------------- | ----------------------------------------------------------- | -------------- | ----------------- |
| 1            | Welcome to Bonetown       | Kamarád taky rád           | Tripp Reed a John Putch | Erin Cardillo a Richard Keith                               | 3. srpna 2015  | 1. prosince 2015  |
| 2            | Mixed Doubles             | Smíšené páry               | Tripp Reed              | Erin Cardillo a Richard Keith                               | 10. srpna 2015 | 2. prosince 2015  |
| 3            | Who's Your Daddy?         | Kdopak je tatínek?         | John Putch a Tripp Reed | Erin Cardillo a Richard Keith                               | 17. srpna 2015 | 3. prosince 2015  |
| 4            | Edibles Wrecks            | Veselí medvídci            | Tripp Reed              | Erin Cardillo a Richard Keith                               | 24. srpna 2015 | 8. prosince 2015  |
| 5            | Suffering & Succotash     | Nahý v trní                | Tripp Reed              | Erin Cardillo a Richard Keith                               | 31. srpna 2015 | 9. prosince 2015  |
| 6            | Get Forked                | Seznamka                   | Jonathan Silverman      | Katie Schwartz                                              | 14. září 2015  | 10. prosince 2015 |
| 7            | Under Buddy               | Náhradník                  | Tripp Reed              | Alex Safford, Amanda Pomeroy, Erin Cardillo a Richard Keith | 21. září 2015  | 15. prosince 2015 |
| 8            | Home Is Where the Lamp Is | Domov je tam, kde je lampa | Tripp Reed              | Erin Cardillo a Richard Keith                               | 28. září 2015  | 16. prosince 2015 |
| 9            | Not About Bob             | O Boba tu nejde            | Tripp Reed              | Erin Cardillo a Richard Keith                               | 5. října 2015  | 17. prosince 2015 |